# لوکاس رودریگز (بازیکن فوتبال، زاده ۱۹۹۷)
لوکاس رودریگز (انگلیسی: Lucas Rodríguez؛ زادهٔ ۲۷ آوریل ۱۹۹۷) بازیکن فوتبال اهل آرژانتین است.
از باشگاه‌هایی که در آن بازی کرده‌است می‌توان به باشگاه فوتبال استودیانتس اشاره کرد.